# والتر توريس
والتر توريس هو مبارز بالسيف فلبيني، ولد في 3 ديسمبر 1967.

## وصلات خارجية
- والتر توريس على موقع أوليمبيديا (الإنجليزية)